# Мастрюковские озёра
Мастрюковские озёра — группа озёр, находящаяся в Самарской области, недалеко от станций Мастрюково и Задельная. Комплексный памятник природы регионального значения.

## Общая информация
Статус памятника природы был присвоен решением исполнительного комитета Куйбышевского областного Совета народных депутатов от 14.06.1989 № 201 «Об отнесении природных объектов области к государственным памятникам природы местного значения». Впоследствии статус был подтверждён и уточнён постановлениями правительства Самарской области от 29.12.2012 № 838 «Об утверждении положений об особо охраняемых природных территориях регионального значения» и № 566 от 11.09.2014 «О внесении изменений в постановление Правительства Самарской области от 29.12.2012 № 838 „Об утверждении положений об особо охраняемых природных территориях регионального значения“». Целью создания памятника является сохранение лесного и лимнологического комплекса; места обитания видов растений и животных, занесённых в Красную книгу Самарской области. Мастрюковские озёра являются узловым элементом регионального экологического каркаса Самарской области. Озёра имеют ресурсоохранное, научное, эстетическое и рекреационное значение.

## Физико-географические характеристики

Мастрюковские озёра

Памятником природы являются пойменные озёра-старицы со слабым течением, пополняющиеся многочисленными родниками. Озёра вытянуты вдоль течения Волги примерно на 7 км. Являются редкими образцами волжской поймы, которой практически не осталось в Самарской области из-за поднятия уровня Волги при создании Куйбышевского и Саратовского водохранилищ. Памятник природы состоит из одного участка площадью 321,29 гектара, из которых 298,68 га находятся в границах Красноглинского района городского округа Самара и 22,61 га в пределах сельского поселения Васильевка Ставропольского района Самарской области. Территория находится в федеральной собственности, управляется Задельнинским участковым лесничеством Ново-Буянского лесничества. Из общей площади памятника природы 195,1 гектара занято лесами, 47,9 гектара — лугами, озёра занимают 24,1 гектара, 19,7 гектара относятся к болотам, 5,09 га территории занято дорогами различного назначения и 29,4 га — прочие участки. Климат умеренно-тёплый с пониженным увлажнением. Средняя температура января составляет −13,5 °C, июля — +20,5 °C; средняя годовая температура — +3,8 °C. Безморозный период продолжается 137—140 дней. Годовая сумма осадков: 380—450 мм.

## Биологическое разнообразие

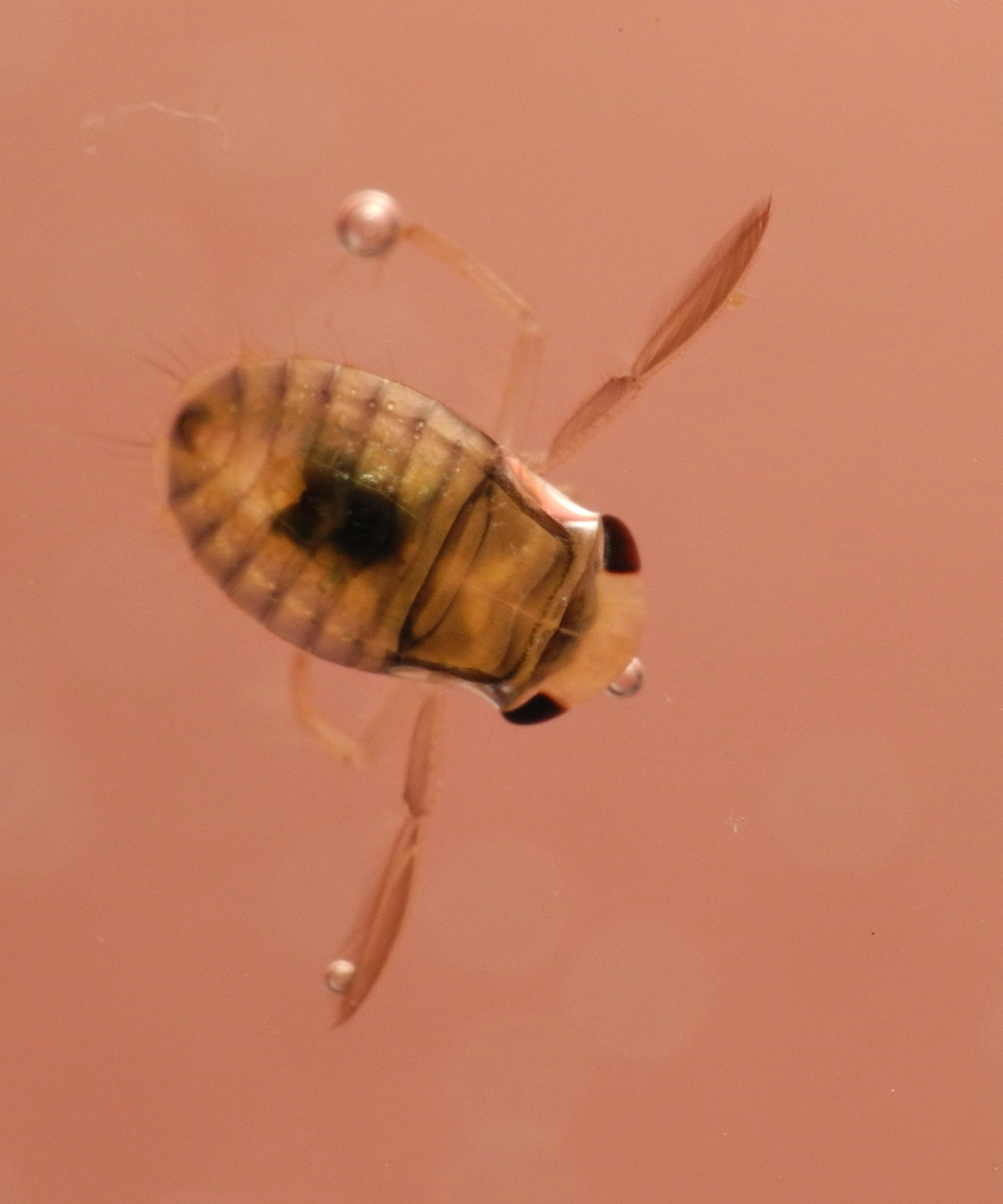
Плавт

Заводи в озёрах покрыты густой водной растительностью. Побережья покрыты густой прибрежно-водной растительностью, образующей заросли: камыш лесной, тростник обыкновенный, дербенник иволистный, также встречаются осокорники и ивняки. Окрестности озёр покрыты луговой растительностью, на равнинах часты лесные колки из сосны, дуба, орешника, тополя, смородины. Склоны поймы заняты хвойными широколистными лесами с различными растительными сообществами: сосняки наземновейниковый, орляковый и другие, дубравы бересклетово-ландышевая и разнотравная, осинник орляково-снытевый, а также различные переходные формы этих сообществ. Среди деревьев доминируют сосна, дуб и осина, хорошо формируется подрост сосны. Видовой состав травяного покрова весьма богат, но в целом флора озёр недостаточно изучена и нуждается в инвентаризации. Фауна в общем типичная для региона. Чистая и хорошо прогретая вода озёр создаёт благоприятные условия для существования водных животных. В прибрежной зоне встречаются различные моллюски: беззубка прудовая, перловица обыкновенная, дрейссена, катушка роговая, шаровка роговая, лужанка речная, прудовики обыкновенный и ушастый. В прибрежных зарослях обитают крупные водные хищные клопы: плавт и водяной скорпион, на растениях встречаются колонии мшанок плюмателл. Воды богаты планктоном, что обеспечивает надёжную кормовую базу для рыб. Здесь обитают как озёрные виды: щука и карась, так и речные представители: встречаются крупные лещи. Вне пределов водной глади встречается не менее 15 видов бабочек, различные виды жуков, стрекоз, кузнечиков и прочих насекомых, особо примечательны муха ктырь и пчела-древогрыз. В окружающих озёра лесах многочисленны птицы.

### Редкие и исчезающие виды

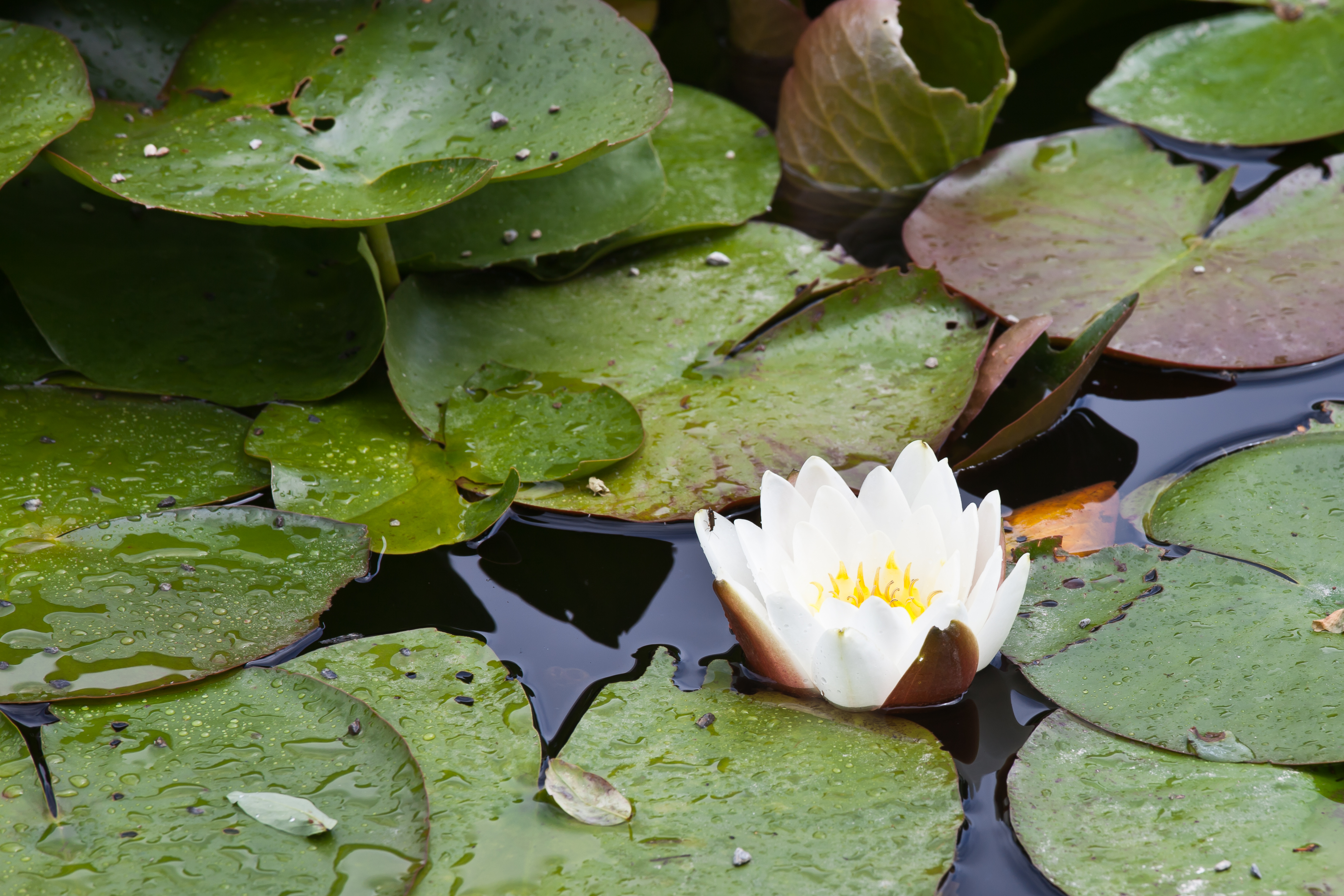
Кувшинка чисто-белая

Флора озёр не подвергалась инвентаризации, поэтому список редких видов растений и животных, в том числе находящихся в Красной книге Самарской области и обитающих в районе Мастрюковских озёр, разнится между источниками. Суммарно указывается, что встречаются касатик сибирский (Iris sibirica), кувшинка чисто-белая (Nymphaea candida), кубышка жёлтая (Nuphar lutea), рдест злаковый (Potamogeton gramineus), майник двулистный (Maianthemum bifolium), дремлик черемицевидный (Epipactis helleborine), прострел раскрытый (Pulsatilla patens).

## Охрана территории

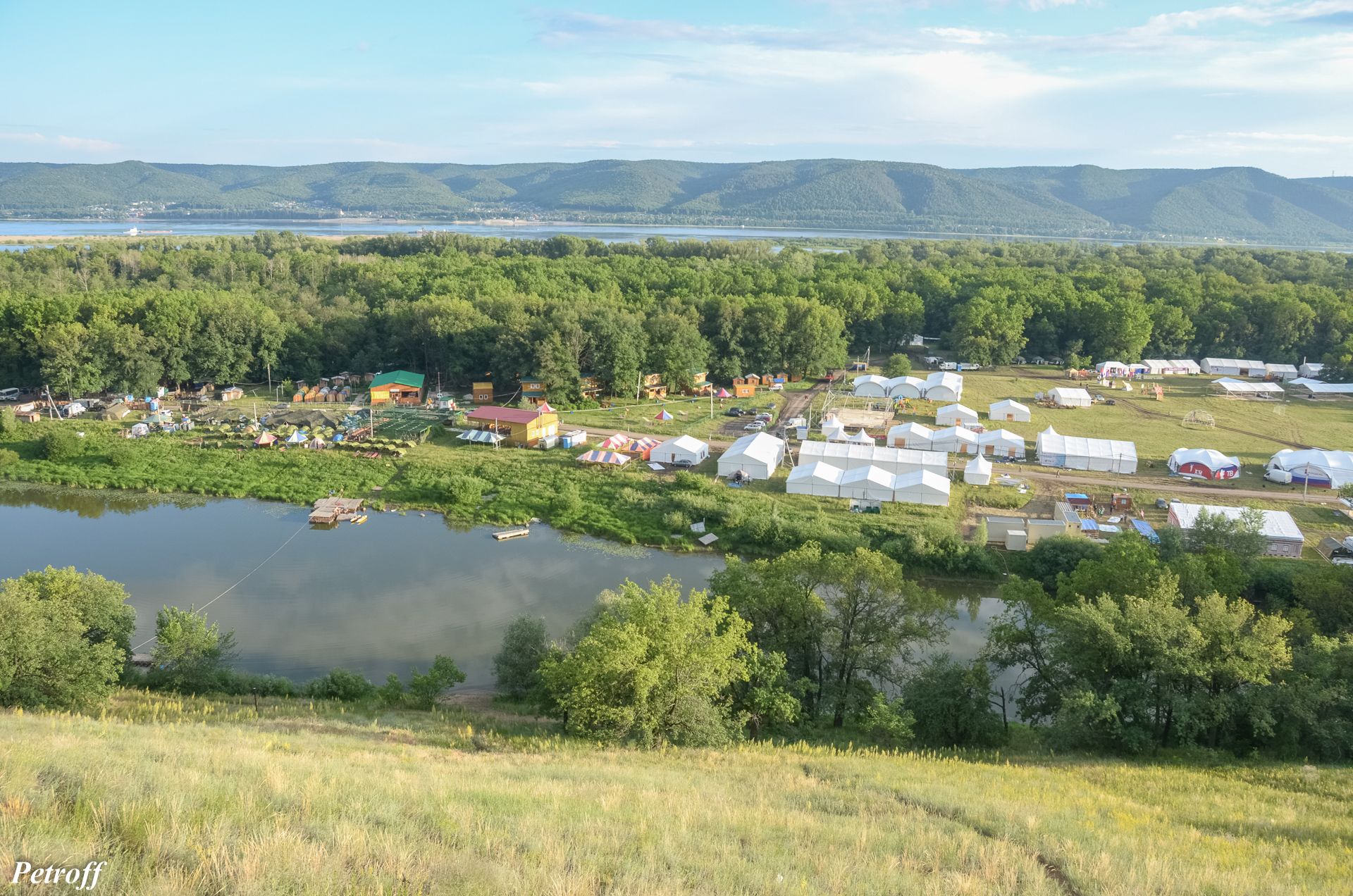
Фестиваль на озёрах

Фактором негативного воздействия умеренной силы на состояние памятника природы являются рубки леса, а также рекреационная нагрузка. Территория озёр в рекреационных целях используется весьма интенсивно. Так, на территории Мастрюковских озёр находится фестивальная поляна, на которой проводится в том числе и Грушинский фестиваль, привлекающий тысячи человек. Многочисленные моторные лодки вызывают разрушение берегов и загрязнение воды. Угрозой для памятника является вероятность лесных пожаров. На территории памятника природы запрещается всякая деятельность, влекущая за собой нарушение его сохранности, в частности: проведение рубок лесных насаждений, заготовка гражданами древесины; распашка земель и иные работы, связанные с нарушением целостности почвенного покрова; строительство магистральных автомобильных дорог, трубопроводов, линий электропередач; устройство свалок, складирование и захоронение отходов; промысловая, любительская и спортивная охота, а также размещение и строительство охотохозяйственных объектов; промышленная и коммерческая заготовка недревесных лесных ресурсов, пищевых лесных ресурсов и сбор лекарственных растений; выращивание лесных плодовых, ягодных, декоративных растений, лекарственных растений, создание и эксплуатация лесных плантаций; использование токсичных химических препаратов для охраны и защиты лесов и сельскохозяйственных угодий; складирование, хранение, уничтожение пестицидов, агрохимикатов, химических препаратов иного назначения и горюче-смазочных материалов; разведка и добыча полезных ископаемых.
Разрешаются при условии ненанесения ущерба охраняемым природным комплексам: свободное посещение территории гражданами; сбор гражданами для собственных нужд недревесных лесных ресурсов, пищевых лесных ресурсов, лекарственных растений; ограниченные санитарные рубки в лесных насаждениях в рамках санитарно-оздоровительных мероприятий, мероприятий по локализации и ликвидации очагов вредных организмов в лесных насаждениях; деятельность по охране лесов от пожаров; ограниченное применение нетоксичных средств борьбы с вредителями сельского и лесного хозяйства; проведение биотехнических мероприятий, направленных на поддержание и увеличение численности отдельных видов животных.